# 아빠의 화장실
《아빠의 화장실》(El Baño del Papa)은 2007년 공개된 우루과이의 영화이다.

## 줄거리
1988년, 브라질 국경 근처 우루과이의 작은 마을 멜로는 교황 요한 바오로 2세의 방문을 앞두고 들뜬 분위기에 휩싸인다. 언론에서는 수많은 순례자들이 몰려올 것이라고 보도하고, 가난한 마을 사람들은 이 기회를 통해 음식, 기념품 등을 판매하며 경제적인 이득을 얻을 수 있을 것이라는 희망에 부푼다. 특히, 생계형 밀수업자인 베토는 교황 방문객들을 위한 화장실 사업, '교황의 화장실'이 최고의 사업 아이템이라고 확신한다.
베토는 자금이 부족하고 세관 공무원의 방해에도 불구하고 사업을 추진하려 애쓴다. 그러나 예상과는 달리, 수십만 명에 이를 것으로 예상되었던 브라질 순례자들은 실제로 거의 오지 않았고, 오히려 음식과 기념품을 판매하는 상점의 수가 순례자 수보다 많아 마을은 경제적 손실을 입게 된다. 베토는 딸의 대학 등록금까지 투자했지만 결국 실패하고 만다. 하지만 딸은 아버지를 용서하고, 베토에게는 좋은 화장실만 남게 된다.
영화의 후기에는 멜로 마을에 39,000명 정도의 주민이 있었는데 교황의 야외 미사에 참석한 사람은 약 50,000명이었다는 사실과는 다르게, 방문객이 예상보다 적어 마을에 경제적인 이득을 가져다주지 못했다는 점을 강조한다.

## 출연

### 주연
- 버지니아 멘데즈
- 버지니아 루이즈
- 마리오 실바
- 세자르 트론코소